# Sárazsadány
Sárazsadány is een plaats (község) en gemeente in het Hongaarse comitaat Borsod-Abaúj-Zemplén. Sárazsadány telt 262 inwoners (2001).